# Sixpence

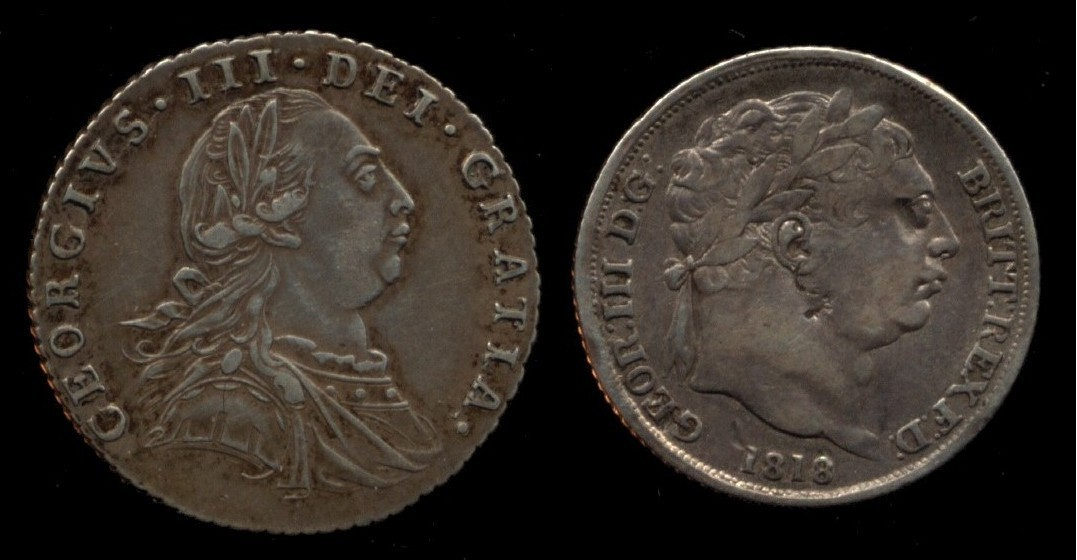
Dritto del sixpence del 1787 e 1818 effigiante Giorgio III.

Il sixpence, conosciuto colloquialmente come tanner o half-shilling, è stata una moneta pre-decimale britannica dal valore di sei pence, mezzo scellino, da cui uno dei suoi nomi, cioè 1/40 della sterlina britannica pre-decimale.
I primi esemplari vennero coniati in Inghilterra nel 1551 durante il regno di Edoardo VI e il loro uso continuò fino a che furono resi obsoleti dalla decimalizzazione del 1971. Insieme allo scellino (12 pence) e al fiorino (due scellini), l'ultima coniazione generalizzata di sixpence fu emessa nel 1967 e una speciale coniazione di prova fu battuta per essere inclusa nel set commemorativo di addio del 1970. Sixpence, scellini e fiorini continuarono comunque ad avere corso legale con i valori rispettivamente di 2½, 5 e 10 nuovi pence.

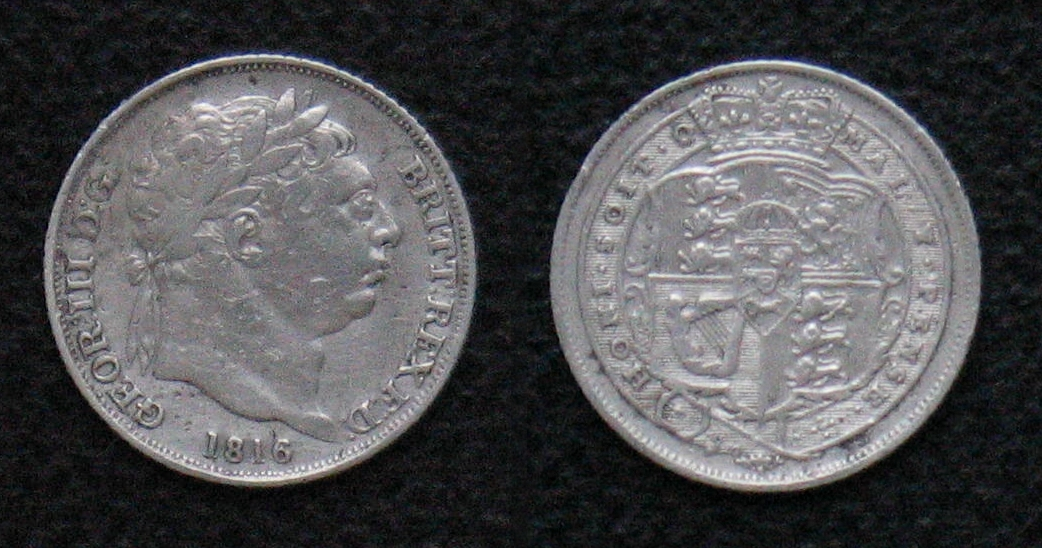
Un esemplare del 1816; al dritto Giorgio III

Il tenore in argento seguì il destino di altre monete argentee. Esse erano coniate in argento 925 (argento sterling) fino al 1920, quando il tenore venne ridotto al 50% d'argento. L'ultimo sixpence in lega argentea fu coniato nel 1946; dal 1947 in poi la lega fu sostituita con il cupro-nickel.
Con la graduale scomparsa della massa circolante di threepence argentei, i sixpence si affermarono al loro posto quali monete preferite da nascondere nel Christmas pudding: la speranza di trovare un sixpence incoraggiava certamente i bambini a mangiare il proprio pudding.
È altresì noto che Brian May, chitarrista dei Queen, usi un sixpence al posto dell'ordinario plettro in plastica per pizzicare le corde. Inoltre dal 1993 cominciò, in collaborazione con la Zecca Britannica, il conio di un numero limitato di sixpence, raffiguranti il suo profilo, in occasione di eventi o ricorrenze particolari. L'ultima fu nel 2014, in occasione del 50º anniversario della sua celebre chitarra autocostruita, la Red Special.